# Faith Evans
Faith Renée Evans (Lakeland, 10 giugno 1973) è una cantautrice e attrice statunitense.

## Biografia
Famosa scrittrice di brani per Mary J. Blige, Faith debutta nel 1995 con l'omonimo album. Divenuta moglie e madre di tre figli, Faith lavora fianco a fianco con il rapper e produttore P. Diddy. Nel 1997 suo marito, il rapper Notorious B.I.G., viene ucciso nella faida tra West ed East Coast. Come tributo all'amico scomparso, P. Diddy, all'epoca Puff Daddy, decide di incidere con Faith il pezzo I'll Be Missing You, che resterà in cima alla classifica americana dei singoli per ben 11 settimane.
Nel 1998 Faith lancia il suo secondo album, Keep the Faith, in cui affronta il dolore per la perdita del marito e i doveri di madre. Nel 2000 si risposa con Todd Russaw e l'anno successivo, dopo tre anni di silenzio, torna con Faithfully, prima di chiudere il sodalizio con P. Diddy e la Bad Boy Records e di passare alla Capitol Records. Nel 2001 conta una collaborazione con Anastacia.
Nel gennaio del 2004 Faith e il suo secondo marito, Todd Russaw, vengono arrestati per possesso di cocaina e marijuana. Nell'aprile 2005 viene lanciato, anche in Italia, il suo quarto album The First Lady, che debutta al secondo posto della classifica americana vendendo 157 000 copie nella prima settimana di vendite e diventa disco d'oro.
Il 25 ottobre 2005 Faith lancia il suo primo disco di Natale A Faithful Christmas. Il 2 agosto 2010 Faith torna nelle radio americane dopo 4 anni di assenza con il nuovo singolo Gone Already. Si tratta di una mid-tempo che anticipa l'uscita dell'album Something About Faith (E1 Music), avvenuta il 5 ottobre dello stesso anno.
Nel 2012 partecipa al reality show R&B Divas: Atlanta, con Nicci Gilbert, Syleena Johnson, Keke Wyatt e Monifah. Pubblica una raccolta dallo stesso titolo i cui incassi sono devoluti alla Whitney E. Houston Academy of Creative & Performing Arts. Il 24 novembre 2014 esce il suo sesto album studio, Incomparable.
Nel maggio 2017 pubblica un album collaborativo in cui ha duettato con il compianto The Notorious B.I.G., intitolato The King & I.

## Discografia

### Album in studio
- 1995 - Faith
- 1998 - Keep the Faith
- 2001 - Faithfully
- 2005 - The First Lady
- 2010 - Something About Faith
- 2014 - Incomparable
- 2017 - The King & I (con The Notorious B.I.G.)

### Album di raccolta
- 2012 - R&B Divas

### Album natalizi
- 2005 - A Faithful Christmas

## Singoli
| Anno | Titolo                                             | Posizione in classifica | Posizione in classifica                  | Posizione in classifica | Posizione in classifica | Album                               |
| Anno | Titolo                                             | US Hot 100              | R&B/Hip-Hop Tracks chart\|US R&B/Hip-Hop | US Dance                | UK Singles Chart        | Album                               |
| 1995 | You Used to Love Me                                | #24                     | #4                                       | -                       | #42                     | Faith                               |
| 1995 | Soon as I Get Home                                 | #21                     | #3                                       | #1                      | -                       | Faith                               |
| 1996 | Ain't Nobody                                       | #67                     | #14                                      | -                       | -                       | Faith                               |
| 1996 | Come Over                                          | -                       | #56                                      | -                       | -                       | Faith                               |
| 1996 | I Just Can't                                       | -                       | -                                        | -                       | -                       | High School High Soundtrack         |
| 1997 | I'll Be Missing You con P. Daddy & 112             | #1                      | #1                                       | -                       | -                       | No Way Out                          |
| 1998 | Love Like This                                     | #7                      | #2                                       | -                       | #24                     | Keep the Faith                      |
| 1999 | Georgy Porgy con Eric Benet                        | #55                     | #15                                      | -                       | -                       | A Day In The Life                   |
| 1999 | All Night Long (con P. Diddy)                      | #9                      | #3                                       | #4                      | #23                     | Keep the Faith                      |
| 1999 | Never Gonna Let You Go                             | #17                     | #1                                       | -                       | -                       | Keep the Faith                      |
| 1999 | Lately I                                           | -                       | #78                                      | -                       | -                       | Keep the Faith                      |
| 1999 | Heartbreak Hotel con Whitney Houston & Kelly Price | #2                      | #1                                       | #1                      | -                       | My Love Is Your Love                |
| 2000 | Love Is Blind con Eve                              | #34                     | #11                                      | -                       | -                       | Let There Be Eve...                 |
| 2001 | The Good Life (Remix)                              | -                       | -                                        | -                       | -                       | The Fast and The Furious Soundtrack |
| 2001 | Can't Believe (con Carl Thomas)                    | #56                     | #14                                      | -                       | -                       | Faithfully                          |
| 2001 | You Gets No Love                                   | #38                     | #8                                       | -                       | -                       | Faithfully                          |
| 2002 | I Love You                                         | #14                     | #2                                       | -                       | -                       | Faithfully                          |
| 2002 | Burnin' Up                                         | #60                     | #19                                      | -                       | -                       | Faithfully                          |
| 2002 | Alone In This World                                | -                       | #73                                      | -                       | -                       | Faithfully                          |
| 2002 | Brown Sugar (Extra Sweet) con Mos Def              | -                       | #95                                      | -                       | -                       | Brown Sugar Soundtrack              |
| 2003 | Ma, I Don't Love Her con The Clipse                | #86                     | #40                                      | -                       | -                       | Lord Willin                         |
| 2005 | Again                                              | #47                     | #7                                       | -                       | #12                     | The First Lady                      |
| 2005 | Mesmerized                                         | -                       | #56                                      | #1                      | #48                     | The First Lady                      |
| 2006 | Tru Love                                           | -                       | #27                                      | -                       | -                       | The First Lady                      |
| 2010 | Gone Already                                       | -                       | #26                                      | -                       | -                       | Something About Faith               |

## Filmografia
- Turn It Up, regia di Robert Adetuyi (2001)
- The Fighting Temptations, regia di Jonathan Lynn (2003)